# Zdzisław Skrzeczkowski
Zdzisław Skrzeczkowski (ur. 23 listopada 1930 w Lubaniu, zm. 29 marca 2024 w Łodzi) – polski koszykarz, reprezentant Polski.

## Kariera sportowa
Karierę rozpoczął w klubie Unia Szczecin, występował też w OWKS Lublin i CWKS Warszawa (brak jest potwierdzenia, czy w warszawskim klubie grał w rozgrywkach I-ligowych). Od 1953 był graczem Włókniarza Łódź (od 1956 pod nazwą ŁKS Łódź), w 1960 przeszedł do drużyny Społem Łódź, z którym w rozgrywkach I-ligowych występował dwa sezony, do 1962.
W 1957 wystąpił w 17 spotkaniach reprezentacji Polski, w tym na mistrzostwach Europy, w których polska drużyna zajęła 7. miejsce. W kadrze na tę imprezę znalazł się w ostatniej chwili, zastępując Zbigniewa Dregiera.